# Betty Gilpin
Betty Gilpin (Nueva York, 21 de julio de 1986) es una actriz estadounidense. Es conocida por sus roles como la doctora Carrie Roman en la serie de Showtime Nurse Jackie y como Debbie "Liberty Belle" Eagan en la serie de comedia de Netflix GLOW. Además, ha aparecido en las series Law & Order: SVU, Medium, Fringe y  Elementary.
En teatro, ha trabajado en producciones de Off-Broadway tales como Heartless, I'm Gonna Pray for You So Hard y We Live Here.
Betty Gilpin es hija del también actor Jack Gilpin.

## Filmografía

### Cine
| Año  | Título            | Papel                                  | Notas |
| ---- | ----------------- | -------------------------------------- | ----- |
| 2008 | Death in Love     | Joven modelo                           |       |
| 2008 | Ghost Town        | Enfermera de la Segunda Guerra Mundial |       |
| 2014 | Take Care         | Jodi                                   |       |
| 2015 | True Story        | Cheryl Frank                           |       |
| 2019 | ¿No es romántico? | Whitney                                |       |
| 2019 | A Dog's Journey   | Gloria                                 |       |
| 2019 | Stuber            |                                        |       |
| 2020 | The Grudge        | Nina Spencer                           |       |
| 2020 | The Hunt          | Crystal Creasey                        |       |
| 2021 | The Tomorrow War  | Emmy Forester                          |       |

### Televisión
| Año       | Título                            | Papel                             | Notas                                                |
| --------- | --------------------------------- | --------------------------------- | ---------------------------------------------------- |
| 2006      | Law & Order: Criminal Intent      | Amanda Dockerty                   | Episodio: "The War at Home"                          |
| 2008      | New Amsterdam                     | Marika Soloway                    | Episodio: "Golden Boy"                               |
| 2008      | Fringe                            | Loraine Daisy                     | Episodio: "The Same Old Story"                       |
| 2009      | Law & Order: Criminal Intent      | Stacey Hayes-Fitzgerald           | Episodio: "Playing Dead"                             |
| 2009      | The Unusuals                      | Abigail Allen / Margo Stanford    | Episodio: "The E.I.D."                               |
| 2009      | Law & Order                       | Paige Regan                       | Episodio: "For the Defense"                          |
| 2010      | The Good Wife                     | Molly                             | Episodio: "Painkiller"                               |
| 2010      | Past Life                         | Corrine                           | Episodio: "Dead Man Talking"                         |
| 2010      | Medium                            | Kim Clement                       | Episodio: "Allison Rolen Got Married"                |
| 2012      | Law & Order: Special Victims Unit | Natalie Relais                    | Episodio: "Learning Curve"                           |
| 2013–2015 | Nurse Jackie                      | Dr. Carrie Roman                  | 34 episodios                                         |
| 2015      | The Mysteries of Laura            | Isabel Van Doren                  | Episodio: "The Mystery of the Watery Grave"          |
| 2016      | Elementary                        | Fiona Helbron                     | 4 episodios                                          |
| 2016      | Mercy Street                      | Eliza Foster                      | 2 episodios                                          |
| 2016      | Masters of Sex                    | Dr. Nancy Leveau                  | 9 episodios                                          |
| 2017      | American Gods                     | Audrey                            | 2 episodios                                          |
| 2017–2019 | GLOW                              | Debbie "Liberty Belle" Eagan      | Papel principal                                      |
| 2018      | Robot Chicken                     | Laurie Jupiter / Louisa von Trapp | Rol de voz; episodio: "Shall I Visit the Dinosaurs?" |
| 2022      | Gaslit                            | Maureen Kane Dean                 | Papel principal                                      |
| 2022      | Roar                              | Amelia                            | Episodio: "The Woman Who Was Kept on a Shelf"        |
| 2023      | Mrs. Davis                        | Simone                            | Papel principal                                      |
| 2025      | Érase una vez el Oeste            | Sara Rowell                       | Personaje principal                                  |